# Noynoy Aquino
Benigno Simeon "Noynoy" Cojuangco Aquino III  (Manila, 8 de fevereiro de 1960 – 24 de junho de 2021) foi um economista e político filipino que serviu como 15.º presidente das Filipinas, no período de 2010 a 2016.  Depois de ter sido membro da Câmara de Representantes, entre 1998 e 2007, pelo Segundo Distrito de Tarlac, foi eleito para o Senado, obtendo a sexta maior votação, em 2007.
Disputou as eleições presidenciais de 2010. Durante a campanha eleitoral, projetou uma imagem fortemente baseada no legado de sua família, enfatizando o combate à corrupção e à pobreza extrema. Venceu o pleito com 42,08% dos votos  e assumiu a Presidência em 30 de junho de 2010.
Formado em Economia pelo Ateneo de Manila, era membro do Partido Liberal. Os dois lados da família de Noynoy Aquino eram ligados à política das Filipinas: seu pai, Benigno Aquino Jr. (1932 – 1983), foi um histórico líder da oposição democrática contra a ditadura de Ferdinand Marcos, e sua mãe Corazón Aquino (1933 — 2009), foi a primeira presidente das Filipinas, após a ditadura de Ferdinando Marcos. Noynoy era o único homem de cinco irmãos. Tanto sua família paterna, os Aquino, como a materna, os Cojuangco, formavam as principais dinastias políticas das Filipinas, além de serem proprietárias dos maiores conglomerados empresariais do país. Também seus avós ocuparam cargos eletivos.
Durante seu mandato, Noynoy Aquino foi um crítico contumaz das reivindicações territoriais chinesas no Mar do Sul da China. Em 2015, durante uma visita ao Japão, comparou tais reivindicações à  estratégia expansionista do Terceiro Reich, assinalando a complacência do Ocidente em ambos os casos. Já no ano anterior, ele havia dito ao New York Times: "Em que momento você diz: 'Chega'? Bem, o mundo tem que dizer isso - lembre-se de que os Sudetos foram concedidos em uma tentativa de apaziguar Hitler, a fim de evitar a Segunda Guerra Mundial".
Aquino morreu em 24 de junho de 2021, aos 61 anos de idade. Nas primeiras hora daquele dia, ele fora encontrado inconsciente, em casa,  por sua empregada doméstica. Foi imediatamente levado a um hospital, onde morreu. A causa da morte foi doença renal secundária a diabetes.